# NGC 7567
NGC 7567 est une galaxie irrégulière  située dans la constellation de Pégase. Sa vitesse par rapport au fond diffus cosmologique est de 7 593 ± 34 km/s, ce qui correspond à une distance de Hubble de 57,9 ± 4,1 Mpc (∼189 millions d'al). NGC 7567 a été découverte par l'astronome allemand Albert Marth en 1864. Elle a également été repérée sur des plaques photographiques réalisées entre 1909 et 1912 à l'aide du télescope Hale de 60 po (150 cm) de l'observatoire solaire du Mont Wilson.
L'image réalisée avec les données du relevé SDSS ne montre même pas le début d'un bras spiral. Malgré la classification de galaxie spirale par trois sources consultés,,, la classification de galaxie irrégulière par la base de données NASA/IPAC décrit définitivement mieux la morphologie de cette galaxie.
NGC 7567 présente une large raie HI.Selon les bases de données Simbad, NGC 7567 est une candidate au titre de  galaxie à noyau actif.
À ce jour, une seule mesure non basée sur le décalage vers le rouge (redshift) donne une distance d'environ 32,000 Mpc (∼104 millions d'al). Cette valeur est à est loin à l'extérieur des valeurs de la distance de Hubble. Notons de plus que c'est avec la valeur moyenne des mesures indépendantes, lorsqu'elles existent, que la base de données NASA/IPAC calcule le diamètre d'une galaxie et qu'en conséquence le diamètre de NGC 7567 pourrait être d'environ 16,8 kpc (∼54 800 al) si on utilisait la distance de Hubble pour le calculer.

## Groupe de galaxies

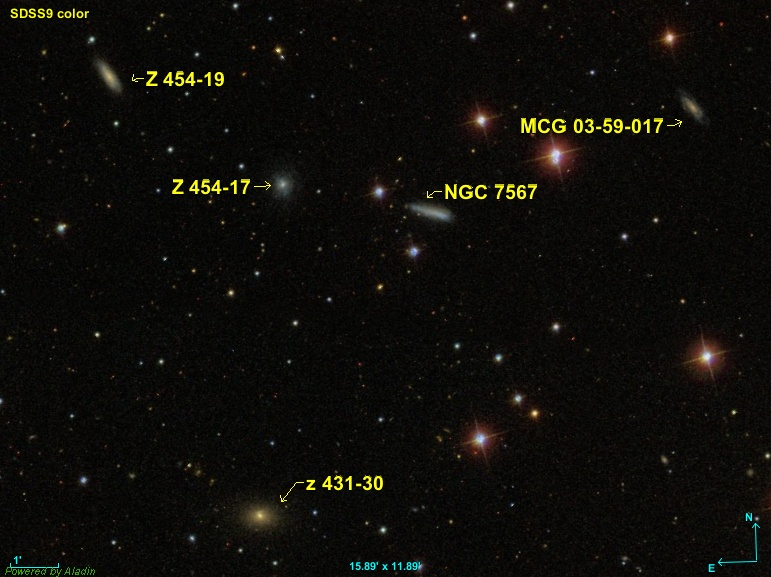
Les cinq galaxies qui sont à proximité de NGC 7567.

Dans un article publié en 1999, White et ses collègues mentionnent que NGC 7567 fait partie du groupe qu'il désigne par WBL 702. Selon eux, ce groupe comprend 4 membres, mais malheureusement les galaxies ne sont pas identifiées. White indique aussi que seul trois décalages vers le rouge des quatre galaxie sont indiqués sur la base de données NASA/IPAC, ce qui n'est plus le cas aujourd'hui.
L'image réalisée avec le logiciel Aladin (CDS) et les données du relevé SDSS montre qu'il y a 5 galaxies dans cette région de la sphère céleste. Les distances des galaxies Z431.30 et Z454.17 sont respectivement égales à  59,02 ± 4,15 Mpc (∼192 millions d'al) et à 60,88 ± 4,28 Mpc (∼199 millions d'al), distances comparables à celle de NGC 7567. Cependant, les deux autres galaxies sont beaucoup plus loin que ces trois dernières. Z454.19 est à 106,75 ± 7,48 Mpc (∼348 millions d'al) et MCG 03-59-017 est à 174,37 ± 12,21 Mpc (∼569 millions d'al).
Tous les autres points lumineux présentent des aigrettes de diffraction et sont donc des étoiles. La quatrième galaxie du groupe WBL 702 est introuvable. On peut donc conclure que le groupe WBL 702 ne comprend que trois membre, soit NGC 7567, Z431.30 et Z454.17. La distance moyenne de ce triplet de galaxie est égale à 59,3 ± 4,2 Mpc (∼193 millions d'al), où la valeur de 4,1 Mpc est la moyenne des trois incertitudes.